# Сен-Мартен-ле-Шатель, Жан-Батист де Лабом
Жан-Батист де Лабом (фр. Jean-Baptiste de la Baume; 1593—1641, Гре, (Франш-Конте), маркиз де Сен-Мартен-ле-Шатель — испанский и имперский генерал, участник Тридцатилетней войны.

## Биография
Младший сын Антуана де Лабома, графа де Монревеля, и Николь де Монмартен.
Барон де Монмартен, Булон, Оренан, Пем и Бургиньон, сеньор де Ромен и де Торнан.
Был крещен в 1593 году; крестным отцом был Гийом де Мандр, аббат Тюле, крестной матерью – Поль де Понтайе, дама де Жиссе.
С раннего возраста предназначался к духовной карьере, его первыми бенефициями были приорства в Марбо, Донсёре и Нёвиль-ан-Бресе, затем каноникат в церкви Безансона. Не чувствуя призвания к церковному служению, Жан-Батист посвятил себя военному делу, отличившись под именами барона де Лабома и маркиза де Сен-Мартен-ле-Шателя участием в самых знаменитых событиях своего времени.
Отправился вместе с маркизом Спинолой на войну в Пфальц, где был взят в плен пфальцским генералом кавалерии. По возвращении из плена Спинола дал Жану-Батисту роту кирасир, а затем король Испании предоставил ему роту из ста тяжеловооруженных всадников, с которой Лабом доказал свою храбрость при осаде Берген-оп-Зома, где был ранен в руку.
Инфанта Изабелла назначила Жана-Батиста капитаном и губернатором Доля. Тяготясь бездействием, Лабом испросил у правительницы позволения следовать с графом фон Эмденом, своим родственником, на помощь Франкенталю, осажденному шведами. Отличился в этом деле и при отвоевании Шпайера, а также при отступлении из Пфальца. Был свидетелем при заключении перемирия со шведским королем.
В одной из военных операций захватил в плен графа фон Нассау, и в награду получил от императора полк из 4000 кирасир, с которым оказал помощь графу фон Кроненбергу, пытавшемуся переправиться через Дунай на виду у шведского генерала Горна. Прибытие маркиза Сен-Мартен-ле-Шателя с подкреплением позволило имперцам избежать полного разгрома.
После этого маркиз присоединился к герцогу де Фериа для организации снабжения Брайзаха. С пятью сотнями кавалерии, таким же количеством драгун и частями, предоставленными Фериа, взял города Лауфенбург, Кверкинген и Бинфельд. В награду герцог предложил маркизу должность генерал-лейтенанта кавалерии, но тот от нее отказался и отправился на осаду Регенсбурга, где во главе своего полка участвовал во всех атаках и перестрелках.
При осаде Донаувёрта поднялся на брешь во главе испанской и бургундской пехоты, и был ранен в голову ударом камня.
Накануне битвы при Нёрдлингене был послан провести разведку боем, закончившуюся жестоким столкновением с противником, в котором погиб великий приор Капуи князь Альдобрандини, а сам Жан-Батист получил несколько ранений, помешавших ему принять участие в основном сражении.
Командовал эскортом, сопровождавшим кардинала-инфанта по пути в Нидерланды. Императорским патентом был произведен в батальные генерал-сержанты имперских армий, в каковом чине участвовал в битве при Вальдрёанже в Сааре, где был ранен выстрелом из пистолета в корпус.
В 1636 году назначен капитаном телохранителей кардинала-инфанта, а в 1637 губернатором графства Бургундского и генерал-лейтенантом армий его католического величества во Франш-Конте. Позднее также получил чин имперского генерала артиллерии.
В 1640 году с церковного разрешения вступил в брак с Ламбертиной де Линь (1593—1651), дамой де Вильер и Мессереникот, дочерью принца Ламораля де Линя и Мари де Мелён, вдовой его старшего брата Филибера де Лабома, маркиза де Сен-Мартена, и графа Кристофа фон Эмдена.
Скончался в Гре во Франш-Конте, имея 33 ранения на теле, из которых 11 были получены от ударов пикой, а 22 от прочего холодного и огнестрельного оружия. Потомства не оставил.